# Shavuot
Shavuot, veckofesten, firas inom judendomen sju veckor efter pesach och varar under två dagar. Shavuot betyder just veckor. Ursprungligen var Shavuot en skördefest, men har under årens lopp fått en djupare mening som en helg som firas till minnet av den dagen då Israels folk fick de tio budorden av Gud vid berget Sinai. Shavuot är grunden till kristendomens pingst.

## Skördefest
Liksom alla andra judiska fester har shavuot ett samband med naturen. I Toran kallas shavuot, Chag Ha-Katzir, som betyder veteskördens fest, och den kallas även chag habbikkurim som betyder förstlingarnas fest.
Man firar att vårens löften har gått i uppfyllelse på shavuot. Shavuot Pèsach är ett tecken på att kornskörden börjar. Under sju veckor mellan pèsach och shavuot, under ómerdagarna, börjar veteskörden och kornskörden avslutades och skördeperioden slutar med veckofesten shavuot. Detta handlar om vår som övergår till sommar.

## Shavuot under tempeltiden
På tempeltiden tog man två bröd som bakats av det nyskördade vetet till Templet som en gåva åt Gud på shavuot. Försommaren är en underbar årstid, det är ju inte bara vetet som har mognat i Israel, utan vindruvorna har blivit mörkröda och honungen har börjat tas ut ur bikuporna, likadant frukterna har mognat och är då färdiga för att plockas.
Man delade ut allt detta till Gud på shavuot. Att många judar delar mat och andra saker med Gud är shavuots viktigaste idé. Judarna tog sina nyplockade frukter till Templet för att dela med Gud, och inte att ge till en jordägare och inte för de var tvungna, utan judarna kom till Templet för att dela med sig av frukterna till Gud som två delägare delar med varandra.
Tillsammans får människan och Gud jorden att leva. Gud står för sol, regn och värme. Människan tillför frön, arbetare och kunskap. Gud och människan åstadkommer jordens frukter tillsammans. På shavuot delar människan med sig av resultatet av det gemensamma arbetet mellan Gud och människan. Naturligtvis är skördetiden en tid med lycka och glädje.
På tempeltiden firades shavuot så här att man lade de första frukterna för året i en korg och samlades utanför templet och gick i ett tåg in i tempelgården och sade "Denna dag har jag givit till dig, Herren". Sedan gav man sin korg till prästen som välsignade den och ställde den framför altaret.

## Efter Templets förstörelse
Sedan Templet förstörts år 70 behövde man fira på ett annat sätt. Många judar var inte längre bönder, och många judar levde i andra länder, där klimatet var annorlunda . I nordliga klimat var inte vetet färdigt till att skörda vid shavuot. Det är förmodligen därför som helgen, som var förstlingarnas fest från början, nu till största delen en helg till att fira att det judiska folket fått Toran. Skördefesten är en fest för alla människor och inte bara judarna.
"Tiden för givandet av Toran" kallar judarna denna helg, inte mottagandet av Toran utan givandet. Det finns två förklaringar till det: För det första blev Toran given till det judiska folket en gång, på shavuot, på Mose tid.  Och varje gång en jude läser, studerar, Toran får den alltid in något nytt i huvudet. För det andra, trots att Toran har givits till varje jude på samma sätt, så tar inte alla judar emot den på samma sätt. En del judar följer den bättre än andra och en del judar förstår den bättre än andra — och även judar som förstår lika mycket ser olika aspekter av Toran. På så sätt firas givandet och inte mottagandet. 
Man kan säga att shavuot är judarnas födelsesdag. Shavuot var från början en endagsfest, men den firas i konservativa och ortodoxa synagogor utom Israel i två dagar.

## Pingst
Av antikens hellenistiska judar betecknades shavuot pentekoste från det grekiska ordet för femtio, syftande på att högtiden infaller femtio dagar efter påsk. Enligt Nya Testamentet i Bibeln var det vid denna högtid som Den Helige Ande kom till Jesu apostlar. Därför har kristendomen tagit över denna högtid, men firar den som tidpunkten för givandet av Helig Ande, se pingst.